# Mechthild von Magdeburg

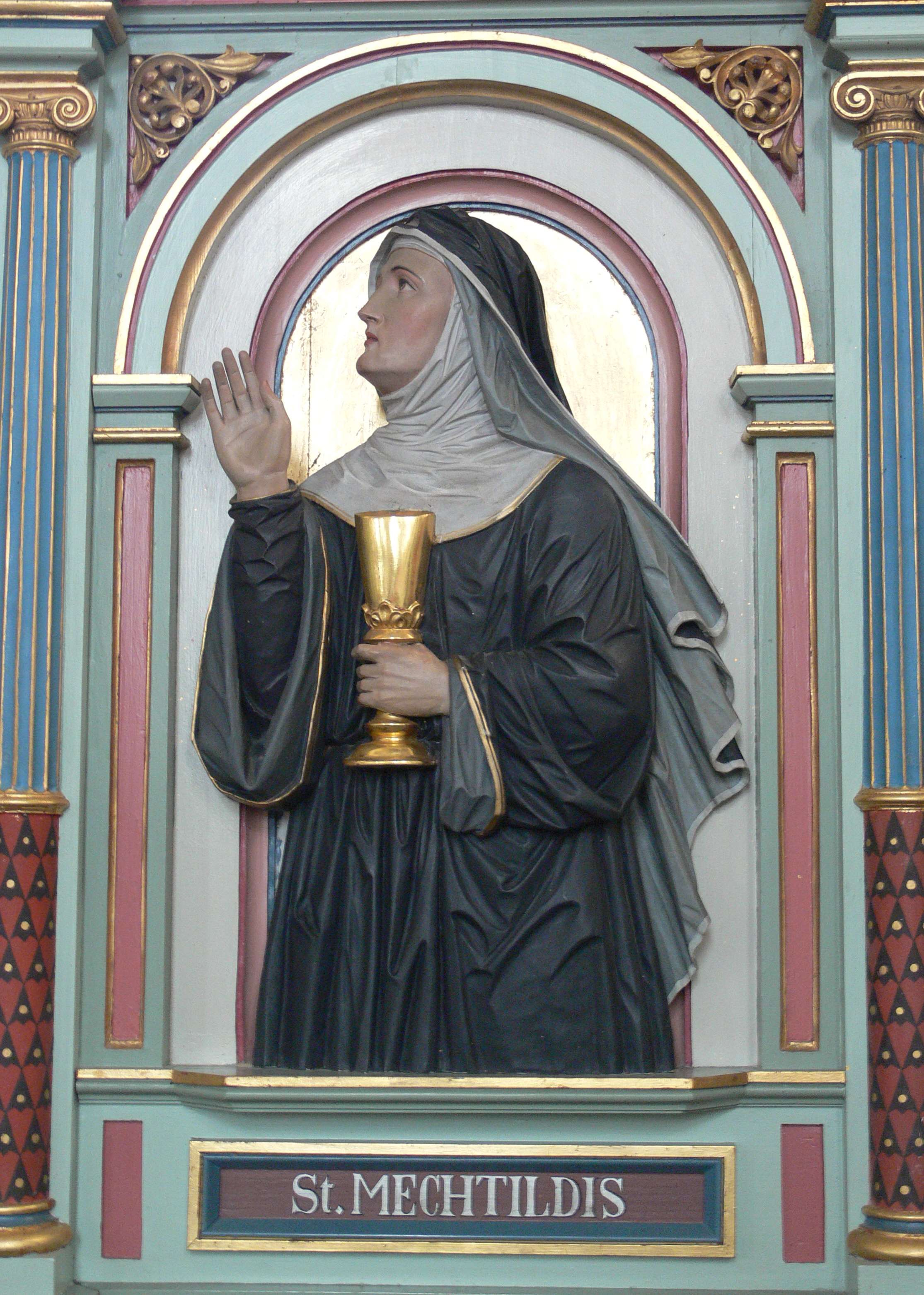
Peter Paul Metz: Mechthild von Magdeburg, Darstellung am Chorgestühl der Pfarrkirche Merazhofen (Leutkirch im Allgäu), 1896

Mechthild von Magdeburg (* um 1207 im Erzstift Magdeburg; † 1282 im Kloster Helfta) war eine christliche Mystikerin und Autorin.

## Leben
Von Mechthild von Magdeburgs weltlichem Leben gibt es nur wenige Informationen, die alle nur ihrem Werk entnommen werden können. Vermutlich von adligen Eltern abstammend, erhielt Mechthild eine gute Bildung. Mit zwölf Jahren hatte sie ihr erstes mystisches Erlebnis. Als sie alleine war, wurde sie „in überaus seligem Fließen vom heiligen Geiste gegrüßt, daß ich es nie mehr über mich brächte, mich zu einer großen, täglichen Sünde zu erbieten.“ Etwa mit 20 Jahren zog sie wahrscheinlich nach Magdeburg, wo sie 40 Jahre als Begine lebte.
Um 1250 begann sie auf Zuspruch ihres Beichtvaters, des Dominikaners Heinrich von Halle, über ihre mystischen Erfahrungen zu schreiben. Ihre in Mittelniederdeutsch verfassten Aufzeichnungen stellte Heinrich von Halle zu den ersten sechs von insgesamt sieben Büchern des Fließenden Lichts der Gottheit zusammen. Das Aufsehen, das sie mit dieser Schrift und ihrer Zeitkritik am realen Ordensleben, der Kirche und der Welt erregte, veranlasste sie möglicherweise, die letzten Jahre ihres Lebens zurückgezogen im Zisterzienserinnenkloster Helfta zu verbringen, das unter Gertrud von Hackeborn eine Blütezeit erlebte. Dort traf sie auch die junge Gertrud von Helfta. Mechthild von Magdeburg lebte 12 Jahre im Kloster und fügte in dieser Zeit ein siebtes Buch zu ihren Aufzeichnungen hinzu.
Mechthild von Magdeburg betrieb eine harte Kasteiung ihres Körpers wohl 20 Jahre lang sehr ausgiebig: „Ich mußte mich stets in großen Ängsten haben, und während meiner ganzen Jugend mit heftigen Abwehrhieben auf meinen Leib einschlagen; das waren: Seufzen, Weinen, Beichten, Fasten, Wachen, Rutenschläge und immerwährende Anbetung.“ Ihren eigenen Körper bezeichnete sie als Mörder und Feind, als „pfuhligen Kerker“, als toten stinkenden Hund und als Sack.
Obwohl Mechthild nie kanonisiert wurde und es auch keine traditionelle Verehrung gab, führen sie einige Lexika fälschlich als Heilige. Vor der Erstveröffentlichung ihres Offenbarungsbuches 1869 war die Begine so gut wie unbekannt, unter anderem die feministische Mediävistik des 20. Jahrhunderts machte sie zu einer Ikone der Frauenmystik, berechtigt durch die hohe dichterische Qualität ihres Werks. Es existieren auch keine mittelalterlichen Bilder von ihr (das bisweilen genannte Würzburger Relief bezieht sich auf eine Visionslegende über Kaiser Heinrich II.).

## Werk
Mechthild benutzt in ihrem sieben Teilbücher umfassenden Werk Das fließende Licht der Gottheit Bilder des Hohenliedes und des Minnesangs, um die mystische Vermählung der Seele mit Christus zu beschreiben. Mechthild war unter anderem beeinflusst von Elisabeth von Thüringen, Bernhard von Clairvaux, David von Augsburg, Hildegard von Bingen und Gregor dem Großen. Ihre Schriften gelten als eines der beeindruckendsten Beispiele der deutschen Frauenmystik und zeigen die Höhe der Frauenbildung im Mittelalter.
Das niederdeutsche Original ihres Textes ist nicht überliefert, nur eine oberdeutsche Übertragung, die zwischen 1343 und 1345 im Kreis der Basler Gottesfreunde rund um Heinrich von Nördlingen entstand. Diese Handschrift befindet sich heute als Codex Einsidlensis 277 in der Stiftsbibliothek Einsiedeln. Daneben belegen einige weitere überlieferte Exzerpte oder Fragmente eine gewisse, wenn auch nicht sehr breite mittelalterliche Rezeption von Mechthilds Werk. Außerdem wurde Mechthilds Werk schon früh, jedoch ungenau und verflachend ins Lateinische übersetzt. Von dieser Fassung ist ebenfalls eine umfangreiche Handschrift erhalten, welche die ersten sechs Bücher des Fließenden Lichts enthält, wobei die Texte anders angeordnet sind.
Ihr Buch Das fließende Licht der Gottheit ist ein komplexes Werk, das aus diversen poetischen Teilen und sehr verschiedenartigen Prosastücken zusammengestellt ist. Mechthild kombiniert Schilderungen von Visionen und Erscheinungen, Gebete, Meditationen, Allegorien und Lehrreden und wechselt zwischen den Gattungen und zwischen Prosa und lyrischen Passagen. Kurze, im engeren Sinne autobiographische Passagen sind darin eingestreut.

Als Beispiel aus ihrem Werk sei hier der Anfang ihrer Gedanken zum Gebet wiedergegeben (sprachlich modernisiert durch Friedrich Heiler): 

„Dies Gebet hat große Kraft, das ein Mensch leistet mit aller seiner Macht. Es machet ein sauer Herz süße, ein traurig Herze froh, ein arm Herze reich, ein dumm Herze weise, ein blöd Herze kühne, ein krank Herze stark, ein blind Herze sehend, eine kalte Seele brennend. Es ziehet hernieder den großen Gott in ein klein Herze; es treibet die hungrige Seele hinauf zu dem vollen Gotte.“

Mechthild gestaltet in ihrem Werk Szenen aus der Kindheit Jesu. An Maria gewandt entwickelt sie etwa folgenden Dialog:
»Eia, liebe Frau, wie lange soll dein Kind so allein liegen? Wann willst du es auf deinen Schoß nehmen?« Da sprach unsere Frau, sie lasse das Kind doch nie aus den Augen. Dann reichte sie ihm die Hände und sprach: »Sieben Stunden soll es während Tag und Nacht auf dem Stroh liegen. Sein himmlischer Vater will es so.« (…) Liegt das Kind auf hartem Stroh, sein himmlischer Vater wollte es so.
Typisch brautmystische Aspekte zeigen sich in folgender Passage, in der die Personifikation der Liebe zur Seele Mechthilds spricht:
Er [der Geliebte, Jesus] durchküßt sie mit seinem göttlichen Munde

Wohl Dir, ja mehr als wohl, ob der überherrlichen Stunde!

Er liebt sie mit aller Macht auf dem Lager der Minne

Und sie kommt in die höchste Wonne

Und in das innigste Weh

Wird sie seiner recht inne.
Wolfgang Mohr bezeichnet Mechthilds Werk als die „vielleicht kühnste erotische Dichtung, die wir aus dem Mittelalter besitzen.“
Auch Fegefeuer- und Höllenvisionen finden sich in ihrem Werk gestaltet. In überaus drastischer Form beschreibt sie die Qualen der Sünder und deren Bestrafung durch die Teufel.

## Werkausgaben
- Das fließende Licht der Gottheit. Margot Schmidt (Hrsg.) Frommann-Holzboog, Stuttgart-Bad Cannstatt 1995, ISBN 3-7728-1692-4
- Das fließende Licht der Gottheit. Gisela Vollmann-Profe (Hrsg.) Deutscher Klassiker Verlag, Frankfurt am Main 2003, ISBN 3-618-66195-9.
  - Neuauflage: Verlag der Weltreligionen, Frankfurt am Main 2010, ISBN 978-3-86539-246-6.
- Offenbarungen der Schwester Mechthild von Magdeburg oder Das fliessende Licht der Gottheit: aus der einzigen Handschrift des Stiftes Einsiedeln. P. Gall Morel (Hrsg.). Unveränderter reprografischer Nachdruck der Ausgabe Regensburg 1869. Wiss. Buchgesellschaft, Darmstadt 1963, 1976, 1980.
- Mechthild von Magdeburg, Das fließende Licht der Gottheit: Nach der Einsiedler Handschrift in kritischem Vergleich mit der gesamten Überlieferung. Hans Neumann (Hrsg.), ergänzt und zum Druck eingerichtet von Gisela Vollmann-Profe. Reihe: Münchener Texte und Untersuchungen zur deutschen Literatur des Mittelalters (MTU). Bd. 1: Text (1990/1995, MTU Nr. 100), Bd. 2 Untersuchungen (1993, MTU Nr. 101). Artemis-Verlag, München / Zürich (Bd. 1). Niemeyer, Tübingen (Bd. 2.). Erhältl. über: De Gruyter, Berlin.
- Das fließende Licht der Gottheit. Ausgewählt und übertragen von Sigmund Simon. Oesterheld, Berlin 1907.

## Vertonungen (Auswahl)
- Johann Nepomuk David: Ich stürbe gern aus Minne, für Sopran und Orgel, 1942.
- Reinhard Seehafer: Die Wüste hat zwölf Ding, 2002
- Frank Wunderlich: Von zweyn ungelichen wegen, 200  (auf der CD „Spruchgesang und Sachsenspiegel“, Verlag der Spielleute). Im selben Verlag erschien 2010 das Notenbuch „O edeler arn“ mit weiteren Mechthild-Vertonungen Wunderlichs.
- Ougenweide (Frank Wulff/Sabine Maria Reiß): Dy Minne, auf dem Album Herzsprung, 2010.

## Hörspielbearbeitung
- Die Mediävistin Hildegard Elisabeth Keller integrierte Mechthild von Magdeburg als eine von fünf weiblichen Hauptfiguren in die Trilogie des Zeitlosen, die Ende September 2011 erschien. In der fiktiven Begegnung unterhält sich Mechthild mit Hildegard von Bingen, Hadewijch und Etty Hillesum.
- Ausgewählte Passagen sind in das von Elisabeth Keller verfasste und inszenierte Hörspiel Der Ozean im Fingerhut eingegangen.
- Hörbuch Mechthild von Magdeburg: „Im Fließenden Licht“ (2008) anlässlich des 800. Geburtstages von Mechthild von Magdeburg mit Auszügen aus „Das fließende Licht der Gottheit“ und Musik von Hildegard von Bingen

## Film
- Mechthild von Magdeburg - Eine Frau mit Visionen. Regie: Gabriele Rose. MDR 2015

## Gedenktage und Denkmale
- katholisch: 15. August (nicht selig- oder heiliggesprochen)[12]
- evangelisch: 26. Februar (im Evangelischen Namenkalender)[13]
- anglikanisch: 19. November (im Common Worship)[14]

In Magdeburg befindet sich die an Mechthild erinnernde Plastik Die heilige Mechthild von Magdeburg.